# Mouvement perpétuel (musique)
Pour les articles homonymes, voir Mouvement perpétuel (homonymie).
Perpetuum mobile (Latin), moto perpetuo (Italien) ou mouvement perpétuel peut signifier deux choses :
1. morceaux de musique, ou des parties de pièces, caractérisés par un flux continu de notes, généralement à un tempo rapide
2. ensemble de pièces ou grandes parties de pièces qui doivent être jouées à maintes reprises, souvent un nombre indéfini de fois.

## Lemouvement perpétuelcomme technique
Un exemple connu de mouvement perpétuel est le presto finale de la Sonate pour piano no 2 de Chopin :
Ce motif de triolets est présent durant tout le mouvement.
La Sonate pour piano no 17 « La tempête » et la Sonate pour piano no 23 « Appassionata » de Beethoven, le second mouvement de l'Impromptu D. 899 de Schubert, le finale de la Sonate pour piano no 1 de Weber et le dernier mouvement de la Sonate pour violon et piano de Ravel sont des exemples de mouvements perpétuels.

## Lemouvement perpétuelcomme œuvre
Le mouvement perpétuel peut être considéré comme une œuvre dont une grande partie doit être répétée un certain nombre de fois sans que la "continuité" de la mélodie ne s'arrête quand la répétition commence. Les canons sont souvent destinés à être joués en moto perpetuo, ils sont alors appelés canon perpetuus. Dans certains cas, les répétitions sont dans une autre tonalité (grâce à une modulation ou à une progression harmonique) : certains des canons de l'Offrande musicale de Bach utilisent ce principe de mouvement perpétuel/Canon Perpetuus.

### Exemples auXIXesiècle
Le mouvement perpétuel comme genre musical est très populaire à la fin du XIXe siècle. Ces œuvres sont souvent jouées comme encores virtuoses, parfois en augmentant le tempo progressivement.
- Mouvement perpétuel, op. 119, pour piano de Felix Mendelssohn.
- Mouvement perpétuel pour violon et piano d'Ottokar Novacek.
- Moto perpetuo op. 11 (N° 6) pour violon et guitare (ou piano) de Nicolò Paganini.

Dans le répertoire symphonique, plusieurs compositeurs ont également utilisé cette technique :
- Le thème principal de l'Allegro de l'ouverture des Créatures de Prométhée de Beethoven
- Toujours du même compositeur, le finale exubérant de sa Quatrième Symphonie
- Perpetuum mobile. Ein musikalischer Scherz pour orchestre de Johann Strauss II.

Le plus célèbre perpetuum mobile est sans doute Le Vol du bourdon de Nikolaï Rimski-Korsakov.

### Exemples auXXesiècle
- Mouvement, troisième pièce du premier cahier d'Images de Claude Debussy
- Le dernier mouvement de la sonate pour violon et piano de Maurice Ravel
- Trois Mouvements perpétuels composés en 1918 par Francis Poulenc.
- Le scherzo (deuxième mouvement) du Concerto pour piano n° 2 de Prokofiev.
- La fin de l'opéra Wozzeck, Acte III Scène 5, d'Alban Berg (1914-1924)
- La rapide introduction Allegro con brio de l'opéra Porgy and Bess de George Gershwin (1935) : il s'agit à la fois du thème de Porgy et de la Fortune changeante.
- Le dernier mouvement du concerto pour violon de Samuel Barber (1939)
- Perpetuum mobile, œuvre orchestrale d'Arvo Pärt  (1963).
- Perpetuum Mobile pour pédales seules une œuvre pour orgue de Wilhelm Middleschulte
- Short Ride in a fast Machine de John Coolidge Adams (1986)
- Perpetuum Mobile du Penguin Cafe Orchestra
- Mais un des plus fameux mouvements perpétuels est le thème principal du finale du Concerto pour orchestre de Béla Bartok qui se trouve être un des plus difficiles à exécuter pour les violonistes d'orchestre par son tempo presto et par sa longueur (environ trois minutes, et il revient à plusieurs reprises dans le mouvement).
- Un autre mouvement perpétuel remarquable est celui situé au cœur du développement du premier mouvement dans la quatrième symphonie de Dmitri Chostakovitch : très difficile, c'est une terrifiante succession de doubles croches fougueuses qui est le passage le plus effrayant de la symphonie, de par le registre aigu, criard, et torturé des violons. Il s'enchaîne aussitôt sur une explosion orchestrale "apocalyptique".

## Sources
- (en) Cet article est partiellement ou en totalité issu de l’article de Wikipédia en anglais intitulé « Perpetuum mobile » (voir la liste des auteurs).